# Origin of Symmetry
Origin of Symmetry é o segundo álbum de estúdio da banda inglesa de rock alternativa Muse. Lançado em 18 de junho de 2001, o álbum recebeu boas criticas e conseguiu boas posições nos Charts europeus, recebendo a certificação de platina no Reino Unido.
Entre as ótimas críticas recebidas pelo álbum, a revista Q colocou Origin of Symmetry na 74ª posição na votação para eleger os 100 Melhores álbuns de todos os tempos.

## Produção
As gravações aconteceram no Ridge Farm Studios em Surrey e na Real World Studio em Wiltshire. Também houve sessões de gravação no Astoria Studios de David Gilmour, no Richmond Studios, no Abbey Road Studios em Londres e no Sawmills Studio em Fowey, Cornwall. O álbum foi mixado no Sawmills e remasterizado no Sony Music Studios em Londres. Origin of Symmetry foi produzido por David Bottrill, John Leckie e pela própria banda.
Durante o álbum, o baixo é usado como a "força motriz", muitas das vezes com a guitarra apenas cumprindo um papel extra ao invés de carregar a melodia ela mesma. Os baixos usam muita distorção e outros efeitos para dar mais peso as composições, permitindo que a guitarra escape da progressão harmônica clássica e atinja notas mais altas.
O título do álbum vem do livro Hyperspace, de 1994, pelo físico teórico Michio Kaku, que sugere o título The Origin of Symmetry ("A Origem da Simetria") para um futuro livro sobre a descoberta de supersimetria, uma referência ao livro A Origem das Espécies. De acordo com Matt Bellamy: "Todo mundo tem escrito sobre a origem da vida, então agora eles vão começar a olhar para a origem da simetria; há uma certa estabilidade no universo e descobrir de onde ela se origina seria descobrir se Deus existe." M
Musicalmente, Origin of Symmetry tem sido descrito como de rock alternativo, rock progressivo, hard rock, e space rock.

## Lançamento
Origin of Symmetry foi lançado oficialmente em 18 de junho de 2001. Deveria ter sido lançado nos Estados Unidos pela Maverick Records, que também havia lançado o disco Showbiz, contudo, Muse deixou a Maverick quando a gravadora exigiu que Bellamy gravasse o álbum usando menos falsete. O disco acabou sendo lançado formalmente nos Estados Unidos apenas em 2005.
Em dezembro de 2019 foi lançado uma versão remasterizada como parte do boxset Origin of Muse, junto com Showbiz, alguns demos, performances ao vivo e outros conteúdos.

## Faixas
Todas as letras escritas por Matthew Bellamy, menos "Feeling Good" que foi escrito por Leslie Bricusse e Anthony Newley, todas as músicas compostas por Muse.
| CD             |                  |         |  |
| N.º            | Título           | Duração |  |
| 1.             | "New Born"       | 6:01    |  |
| 2.             | "Bliss"          | 4:12    |  |
| 3.             | "Space Dementia" | 6:20    |  |
| 4.             | "Hyper Music"    | 3:20    |  |
| 5.             | "Plug In Baby"   | 3:40    |  |
| 6.             | "Citizen Erased" | 7:19    |  |
| 7.             | "Micro Cuts"     | 3:38    |  |
| 8.             | "Screenager"     | 4:20    |  |
| 9.             | "Dark Shines"    | 4:47    |  |
| 10.            | "Feeling Good"   | 3:19    |  |
| 11.            | "Megalomania"    | 4:38    |  |
| Duração total: | Duração total:   | 51:41   |  |

| Edição Japonesa |                                   |         |  |
| N.º             | Título                            | Duração |  |
| 12.             | "Futurism" (faixa bônus do Japão) | 3:27    |  |

## Recepção
| Críticas profissionais | Críticas profissionais |
| Avaliações da crítica  | Avaliações da crítica  |
| Fonte                  | Avaliação              |
| ---------------------- | ---------------------- |
| Allmusic               | [ 11 ]                 |
| Drowned in Sound       | 10/10                  |
| NME                    | 9/10                   |
| PopMatters             | Mista                  |
| Q                      | [ 15 ]                 |
| Sputnikmusic           | [ 16 ]                 |
| The Independent        | [ 17 ]                 |
| Sunday Herald          | [ 18 ]                 |

O álbum foi muito bem recebido pelos críticos e em 2006 e a Q Magazine colocou o CD na posição #74 de sua lista dos 100 Maiores Álbuns de todos os tempos. Em fevereiro de 2008 uma votação pública feita pela revista Q terminou com o álbum na posição #28 na lista dos Melhores Álbuns britânicos de todos os tempos. Acclaimed Music por sua vez botou Origin of Symmetry na 1 247ª posição dos melhores álbuns já lançados. Já a revista Kerrang! nomeou colocou o álbum na #20 posição da sua lista dos 100 Melhores Álbuns de Rock britânicos da história, na 9.ª posição dos Álbuns do Ano de 2001 e em 13º na lista dos 50 Melhores Álbuns do Século XXI.

## Legado
Em uma resenha feita em retrospectiva, Natalie Shaw da BBC Music escreveu que Origin of Symmetry "mostra uma banda com o impulso e a ambição irrestrita de criar uma maravilha autônoma que não apenas desperta os fantasmas e clichês do passado pomposo do prog, mas adiciona inteiramente sua própria voz", adicionando tantos elementos do som posterior da banda em álbuns como Black Holes and Revelations podem ser traçados para este disco. Em 2011, no livro intitulado Revolution Rock: The Albums Which Defined Two Ages, a autora Amy Britton argumenta que em Origin of Symmetry, Bellamy "progrediu o som [de sua banda] tanto que mereceram um novo título – o guitar hero dessa geração", destacando as canções "Plug In Baby" e "New Born".
Em 26 e 28 de agosto de 2011, Muse tocou um setlist especial nos Festivais de Reading e Leeds para comemorar o décimo aniversário de Origin of Symmetry. O álbum foi tocado em sua totalidade, o que foi a primeira vez que algumas canções (como "Darkshines", "Hyper Music" e "Screenager") foram tocadas ao vivo em anos. Em maio de 2020, Bellamy disso que, se as restrições do COVID-19 fossem encerradas a tempo, a banda estaria interessada em fazer um show em 2021 para celebrar o aniversário de vinte anos do disco.

### Origin of Symmetry: XX Anniversary RemiXX
No aniversário de vinte anos do álbum, Muse anunciou uma versão remixada e remasterizada chamada Origin of Symmetry: XX Anniversary RemiXX, que deverá ser lançada digitalmente em 18 de junho de 2021 e em vinil um mês depois. Em uma colaboração com o produtor Rich Costey, que havia trabalhado com a banda em outros anos, disse que, quando comparado com o lançamento original do álbum, o som desta versão era "mais aberto, dinâmico e menos esmagado". The new mixes also highlight elements that were originally buried or muted in the mix, such as string sections on "Space Dementia", "Citizen Erased" e "Megalomania", e um cravo em "Micro Cuts". O álbum apresenta uma nova capa pela artista Sujin Kim.

## Tabelas
| Paradas                        | Melhor posição |
| ------------------------------ | -------------- |
| Alemanha (Media Control)       | 17             |
| Austrália (ARIA Charts)        | 22             |
| Áustria (Ö3 Austria Top 40)    | 7              |
| Bélgica Flanders (Ultratop 50) | 2              |
| Bélgica Valônia (Ultratop 40)  | 9              |
| França (SNEP)                  | 2              |
| Itália (FIMI)                  | 5              |
| Nova Zelândia (RIANZ)          | 43             |
| Noruega (VG-lista)             | 11             |
| Países Baixos (MegaCharts)     | 19             |
| Reino Unido (UK Albums Chart)  | 3              |
| Estados Unidos (Billboard 200) | 161            |

| País          | Certificador | Certificação |
| ------------- | ------------ | ------------ |
| Austrália     | ARIA         | Platina      |
| Bélgica       | BEA          | Ouro         |
| Itália        | FIMI         | Ouro         |
| Países Baixos | NVPI         | Ouro         |
| Suíça         | IFPI         | Ouro         |
| Reino Unido   | BPI          | 2× Platina   |

## Pessoal
| Muse - Matthew Bellamy – vocalista, guitarra, piano, teclado, wurlitzer piano na faixa 10, órgão na faixa 11, produção, mixagem - Christopher Wolstenholme – baixo, backing vocal, Contrabaixo na faixa 10, Vibrafone, produção, mixagem - Dominic Howard – bateria, produção, mixagem Musicos convidados - Jacqueline Norrie – violino - Sara Herbert – violino - Clare Finnimore – viola - Caroline Lavelle – Violoncelo | Outros ajudantes - David Bottrill – produção e arranjos nas faixas 1, 2, 5 e 9 - John Leckie – produção e arranjos nas faixas 3, 4, 6, 7, 8, 10 e 11 - Ric Peet – arranjos nas faixas 3, 4, 6, 7, 8, 10 e 11 - Steve Cooper – arranjos nas faixas 1, 2, 5 e 9 - Chris Brown – arranjo e produção nas faixas 3, 4, 6, 7, 8, 10 e 11 - Mark Thomas – arranjos nas faixas 2, 4, 5 e 7 - Claire Lewis – arranjos nas faixas 3, 4, 6, 7, 8, 10 e 11 - Damon Iddins – arranjos - Mirek Styles – arranjos - John Cornfield – mixagem - Ray Staff – mastering de áudio - William Eager – trabalho artístico (capa) |